# Francesco Mussoni
Francesco Mussoni (ur. 15 maja 1971) – sanmaryński polityk, kapitan regent San Marino od 1 października 2009 do 1 kwietnia 2010 i ponownie od 1 października 2021 do 1 kwietnia 2022.

## Życiorys
Francesco Mussoni ukończył prawo na Uniwersytecie Bolońskim. W latach 2001–2006 zasiadał w Wielkiej Radzie Generalnej z ramienia Chrześcijańsko-Demokratycznej Partii San Marino. W listopadzie 2008 ponownie dostał się do parlamentu, zostając członkiem Komisji Spraw Zagranicznych. 15 września 2009 razem ze Stefano Palmierim został wybrany kapitanem regentem San Marino. Urząd objął 1 października 2009 na okres 6 miesięcy.
W 2021 roku ponownie wybrany na stanowisko kapitana regenta wraz z Giacomo Simoncinim objął urząd 1 października tegoż roku.